# Бохотњица
Бохотњица (пољ. Bochotnica) село је у југоисточној Пољској, смештено између градова Пулави и Лублин. Број становника је 2010. године износио 1.500.

## Демографија
| 2002. | 2011. |
| ----- | ----- |
| 1.065 | 1.069 |